# Boris Michajlovič Kustodijev
Boris Michajlovič Kustodijev (7. března 1878 Astrachaň – 26. května 1927 Leningrad) byl ruský malíř, představitel realismu.

## Život
Studoval malířství na petrohradské akademii u Ilji Repina, který v něj vkládal velké naděje. Roku 1904 navštívil Španělsko a Rusko, v Paříži navštěvoval kurzy Émile-René Ménarda. Procestoval později též Itálii, Rakousko a Německo. Ruská revoluce roku 1905 v něm vzbudila sympatie. V roce 1910 se stal členem uměleckého sdružení Mir iskusstva. Členové byli nazývání miriskusniki, k nejvýznamnějším patřili Alexandre Benois a Léon Bakst. V té době byly jeho nejčastějšími náměty scény ze života obchodníků. V roce 1911 začal spolupracovat s divadlem jako scénograf. Tehdy mu život ovšem také začala komplikovat tuberkulóza, kterou si na rok odjel léčit do sanatoria ve Švýcarsku. Léčba ovšem příliš nepomohla a tak byl od roku 1916 upoután na invalidní vozík. Přesto v té době vytvořil nejslavnější práce, například obraz Maslenica z osudného roku 1916, nebo obraz Kupcová u čaje z roku 1918, často označovaný za jeho vrcholný. Nemoc přidala do jeho prací zjevný nostalgický nádech, už předtím patrný. Revoluci roku 1917 přivítal s důvěrou a někdy novému režimu vyšel vstříc obrazy až propagandistickými – ikonickým, byť často zesměšňovaným, se stal obraz Bolševik z roku 1920, na němž gigantická postava prochází městem s rudým praporem v ruce. Známými se staly i jeho knižní ilustrace či portréty. Tuberkulóze podlehl v roce 1927.

## Galerie

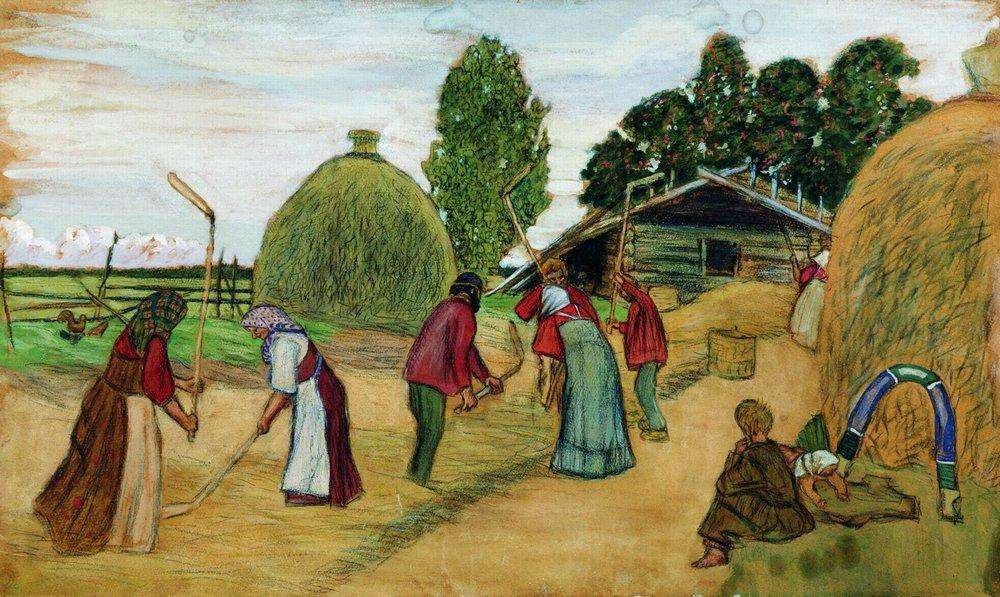
Mlácení, 1908
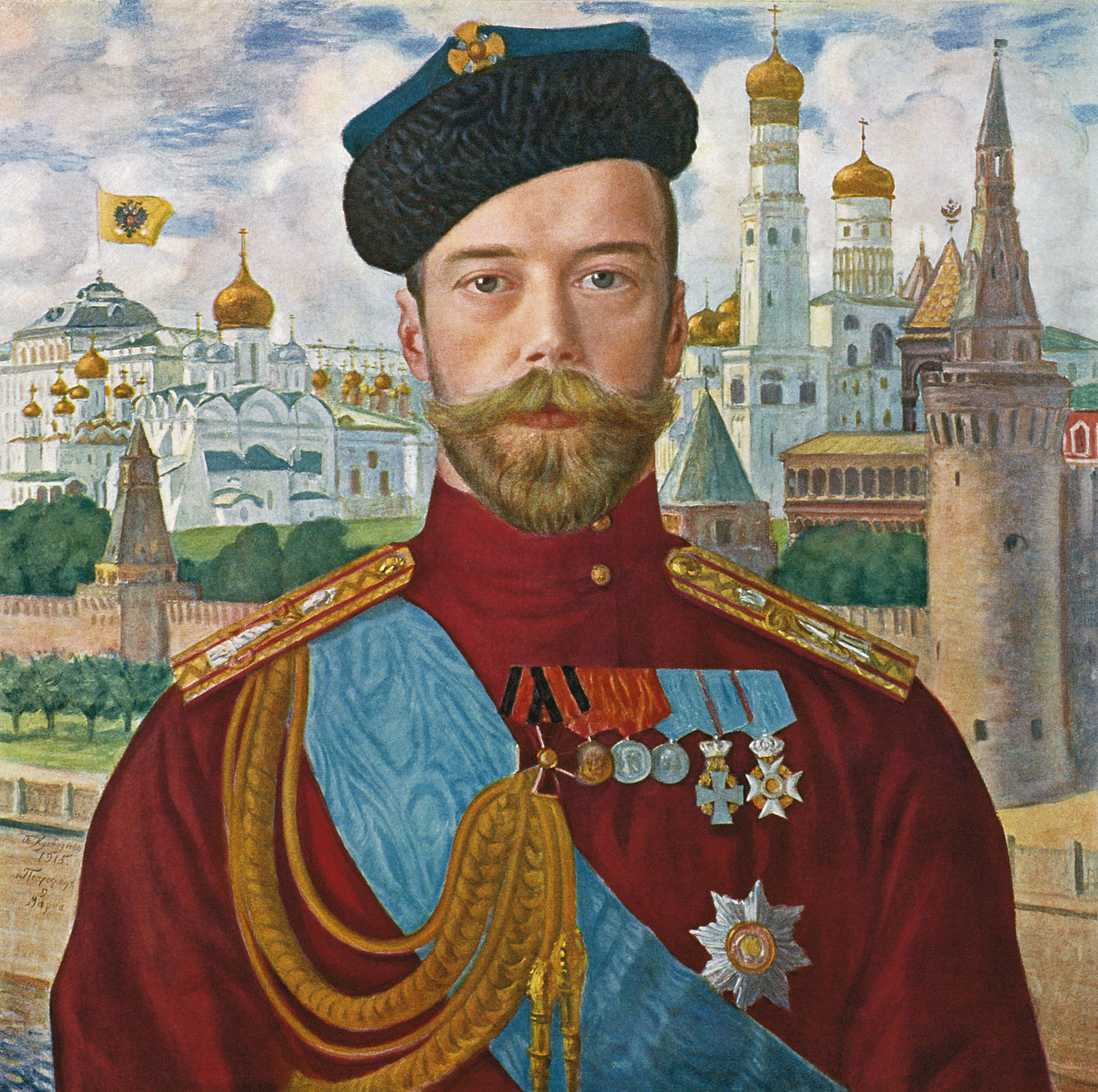
Portrét cara Mikoláše II., 1915
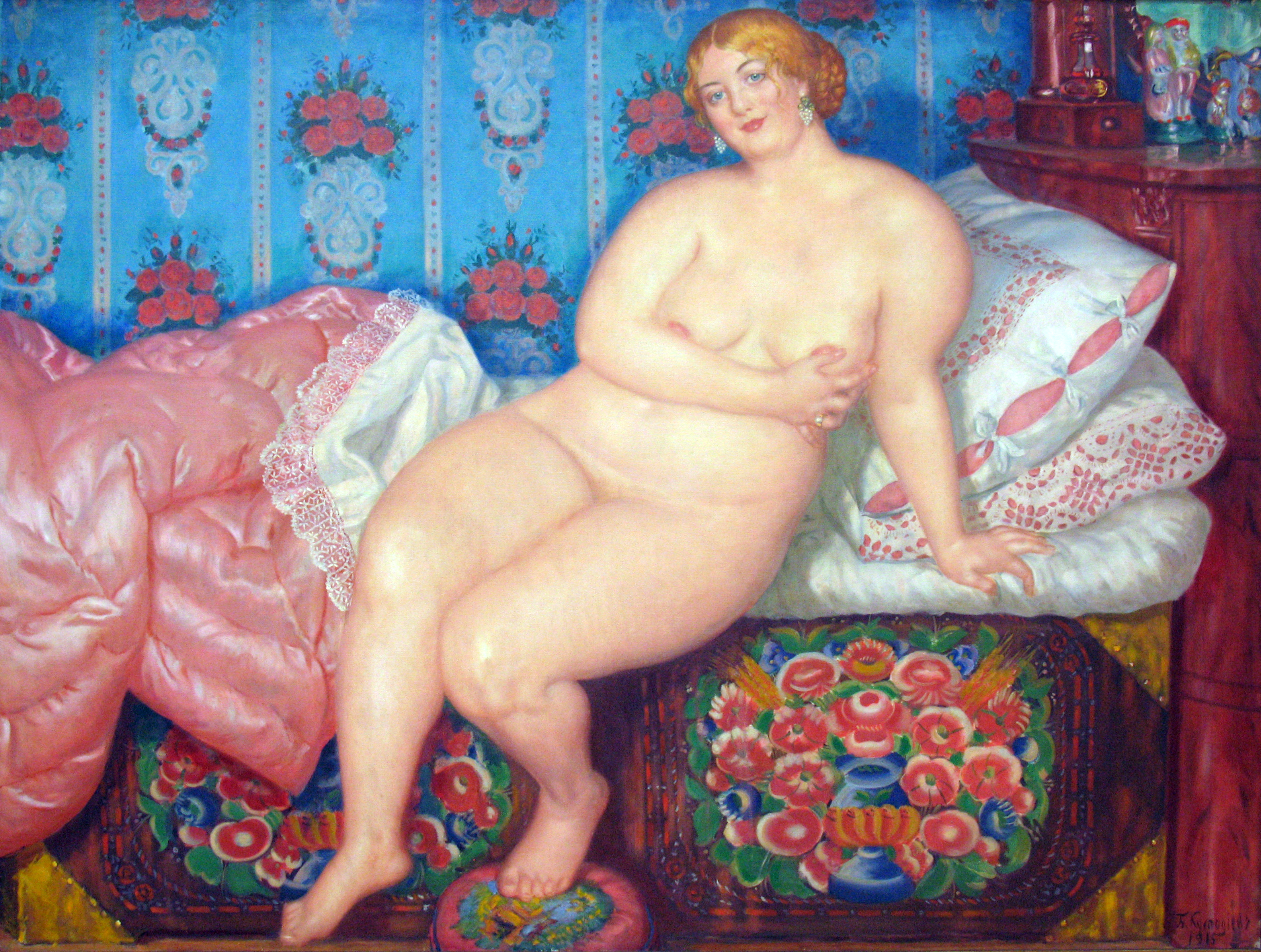
Krasavice, 1915
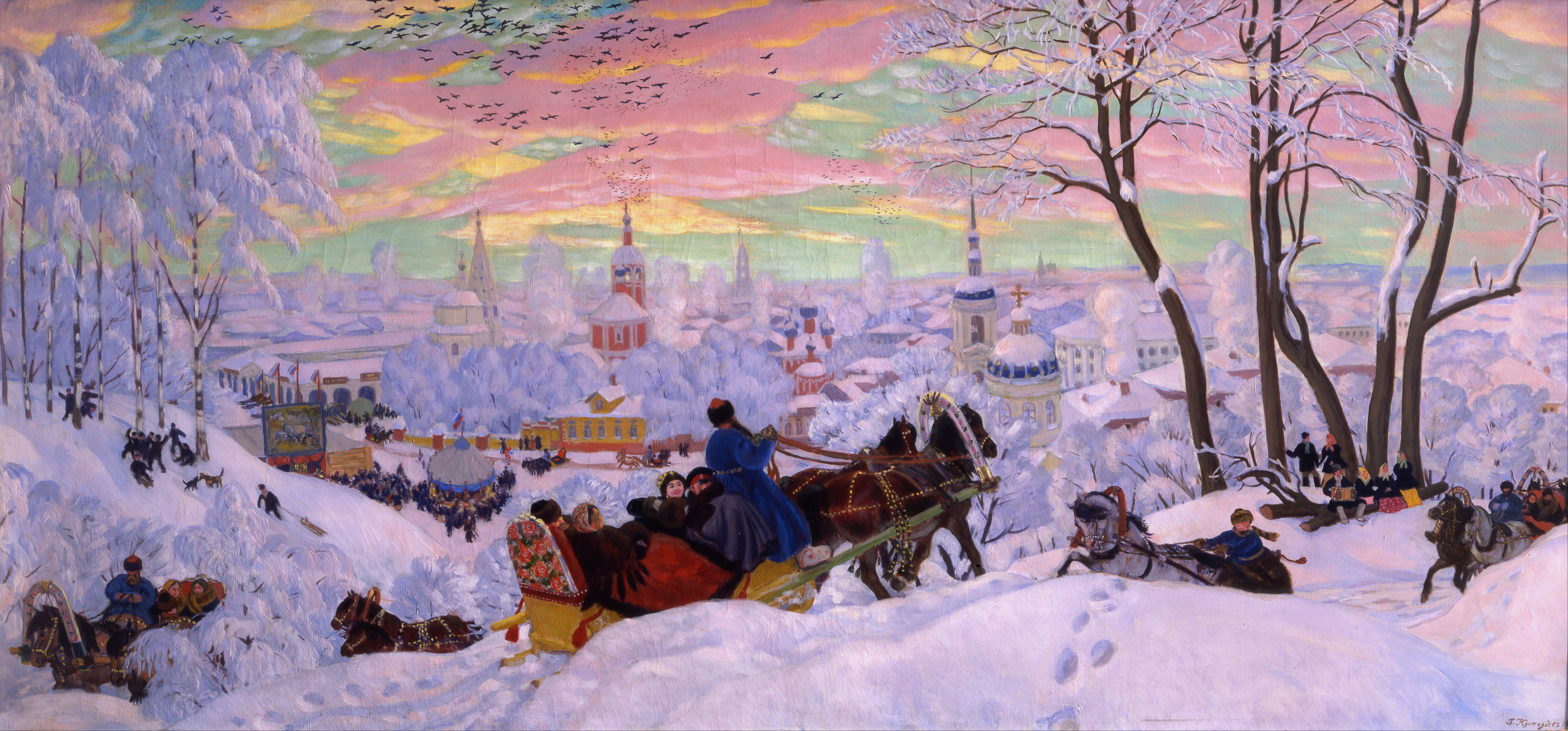
Maslenica, 1916
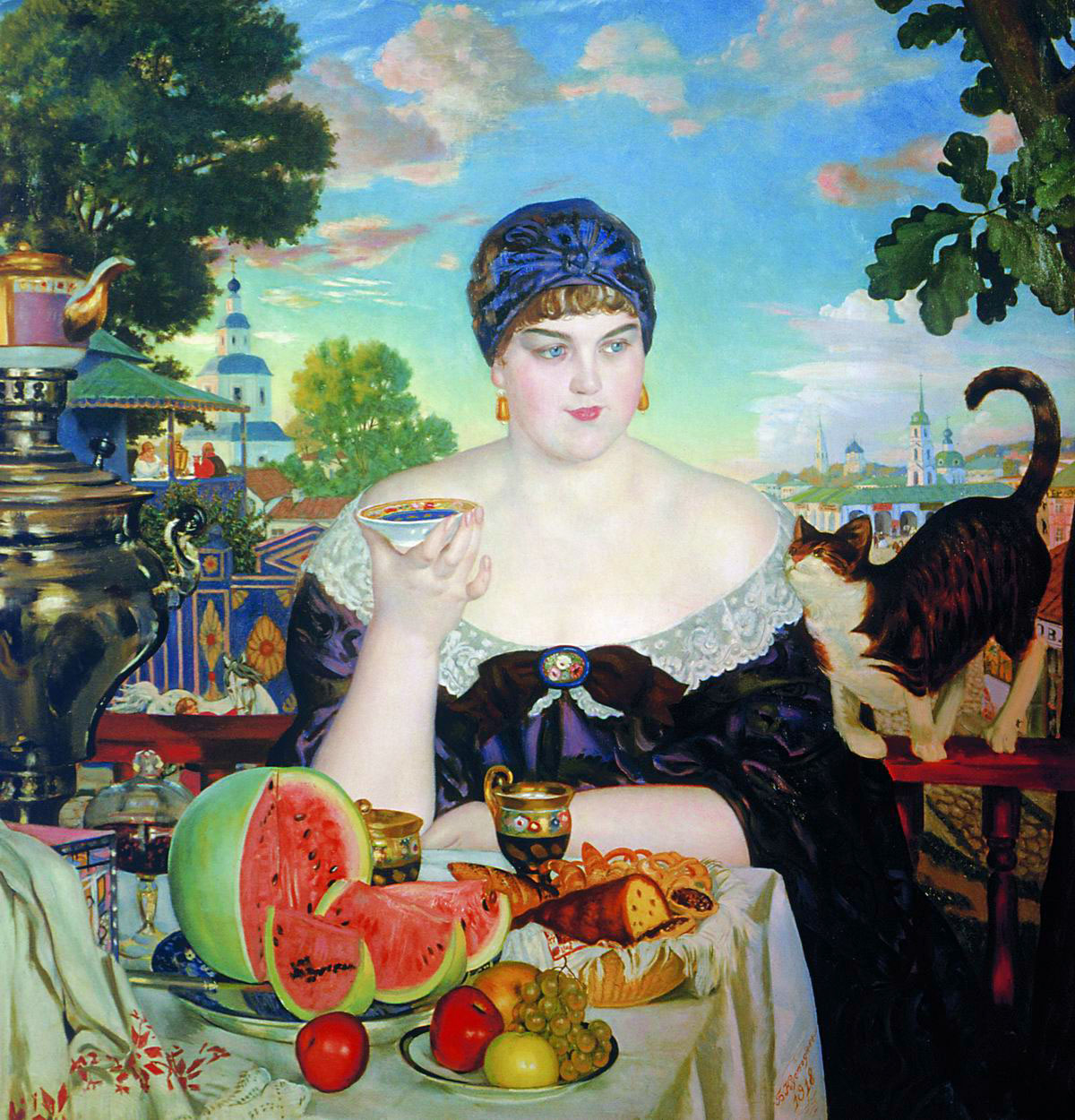
Kupcová u čaje, 1918
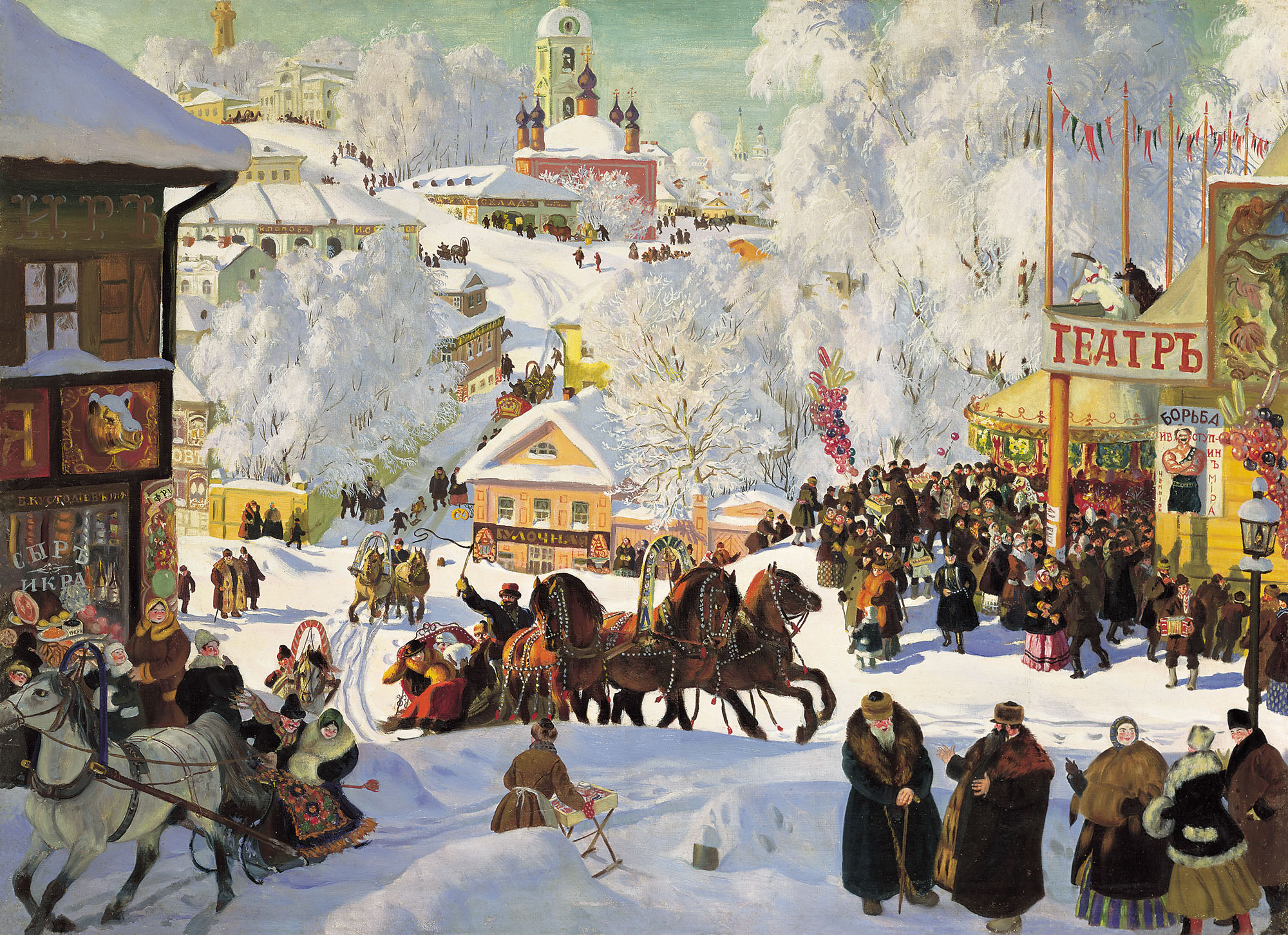
Maslenica, 1919
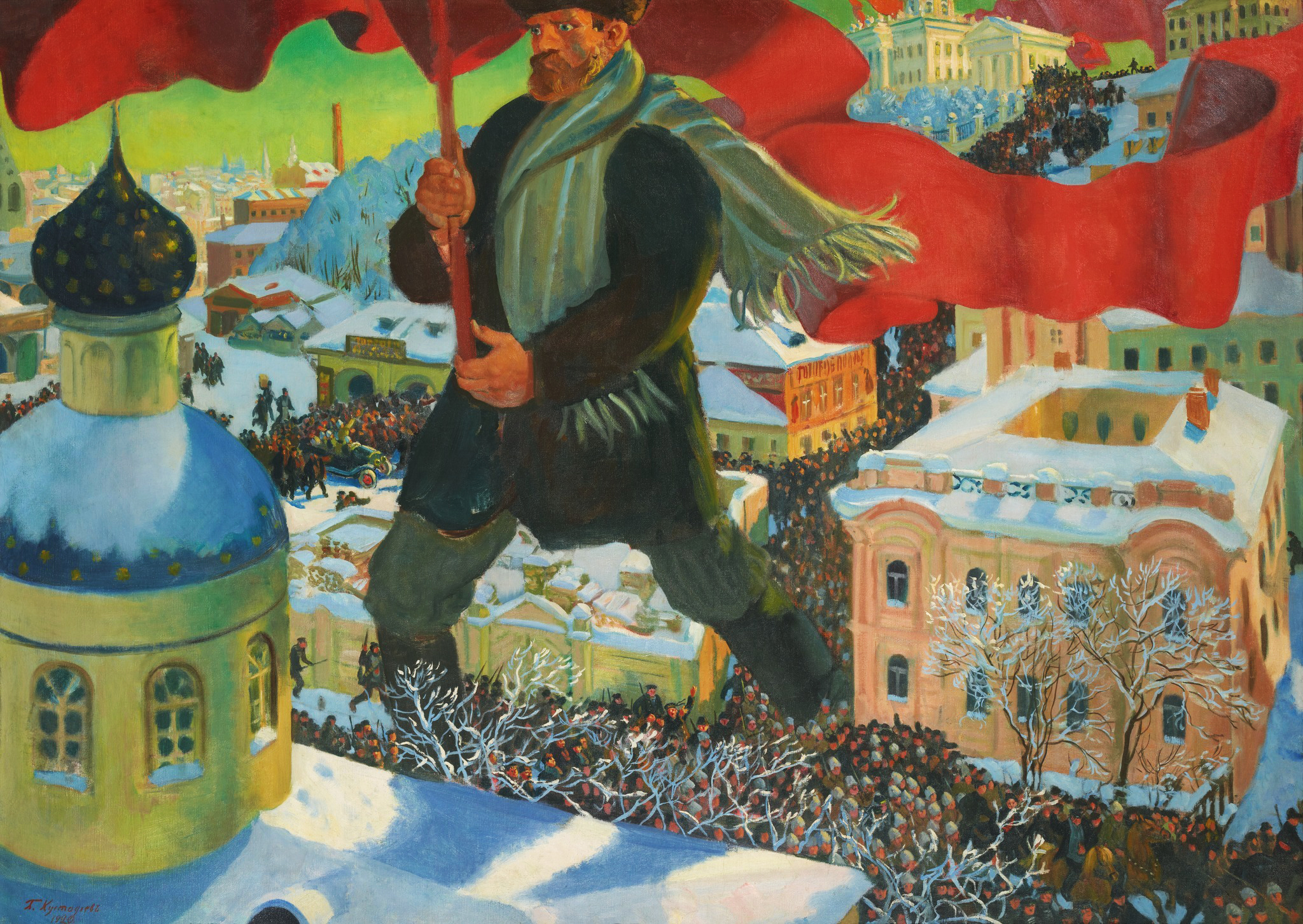
Bolševik, 1920
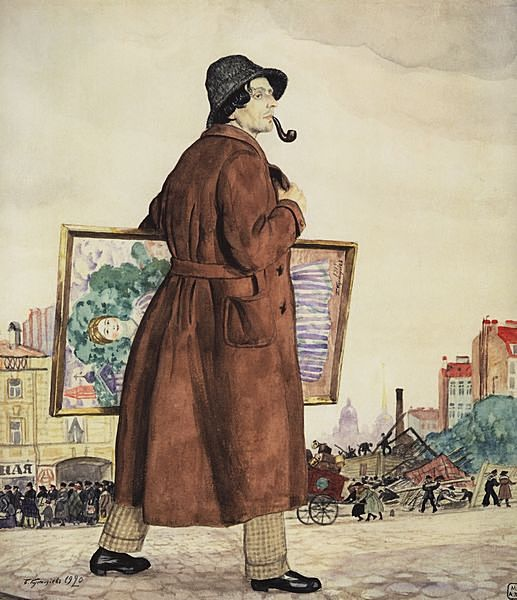
Isaak Brodskij, 1920
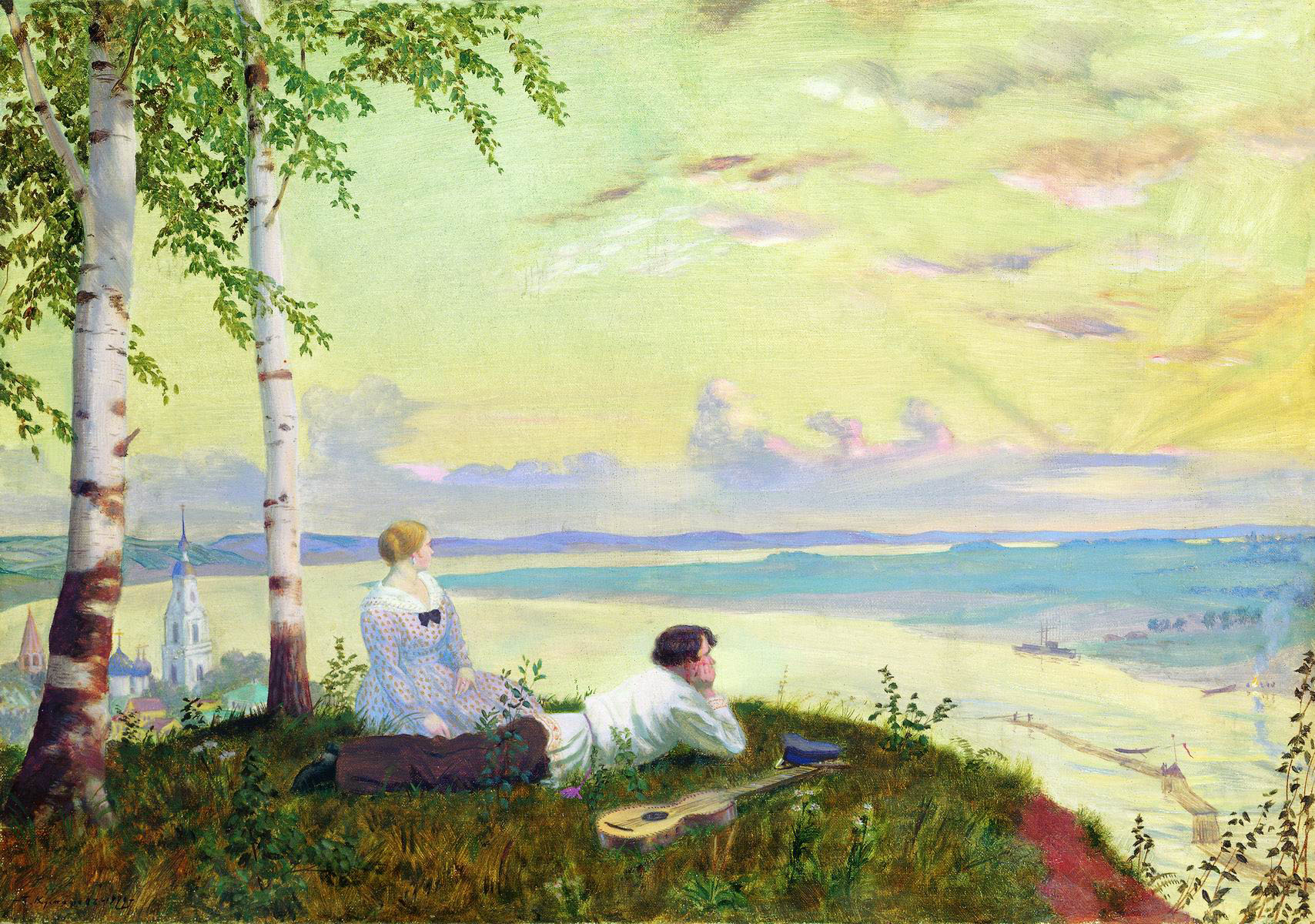
Na Volze, 1922
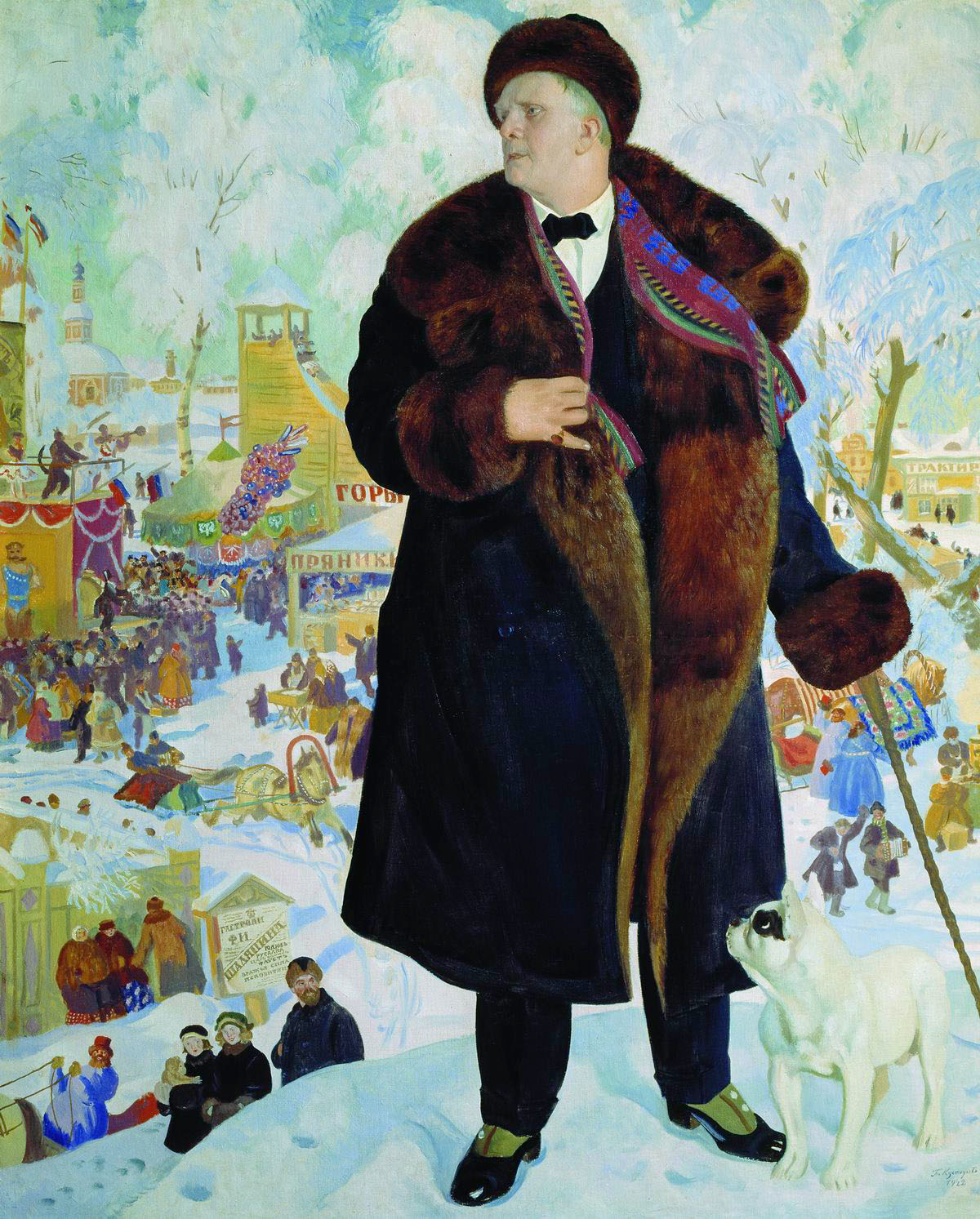
Portrét Šaljapina, 1922
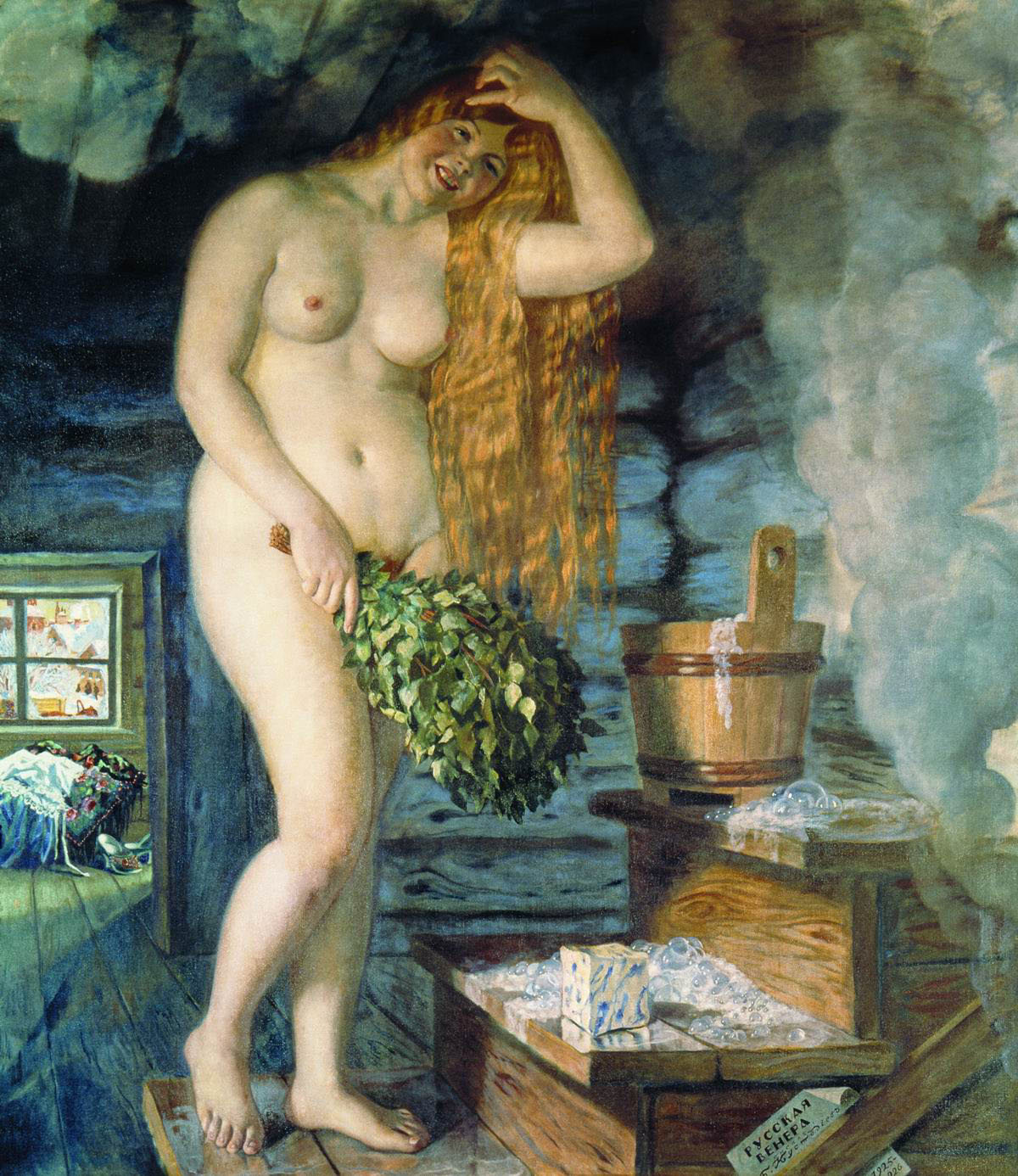
Ruská Venuše, 1925–1926
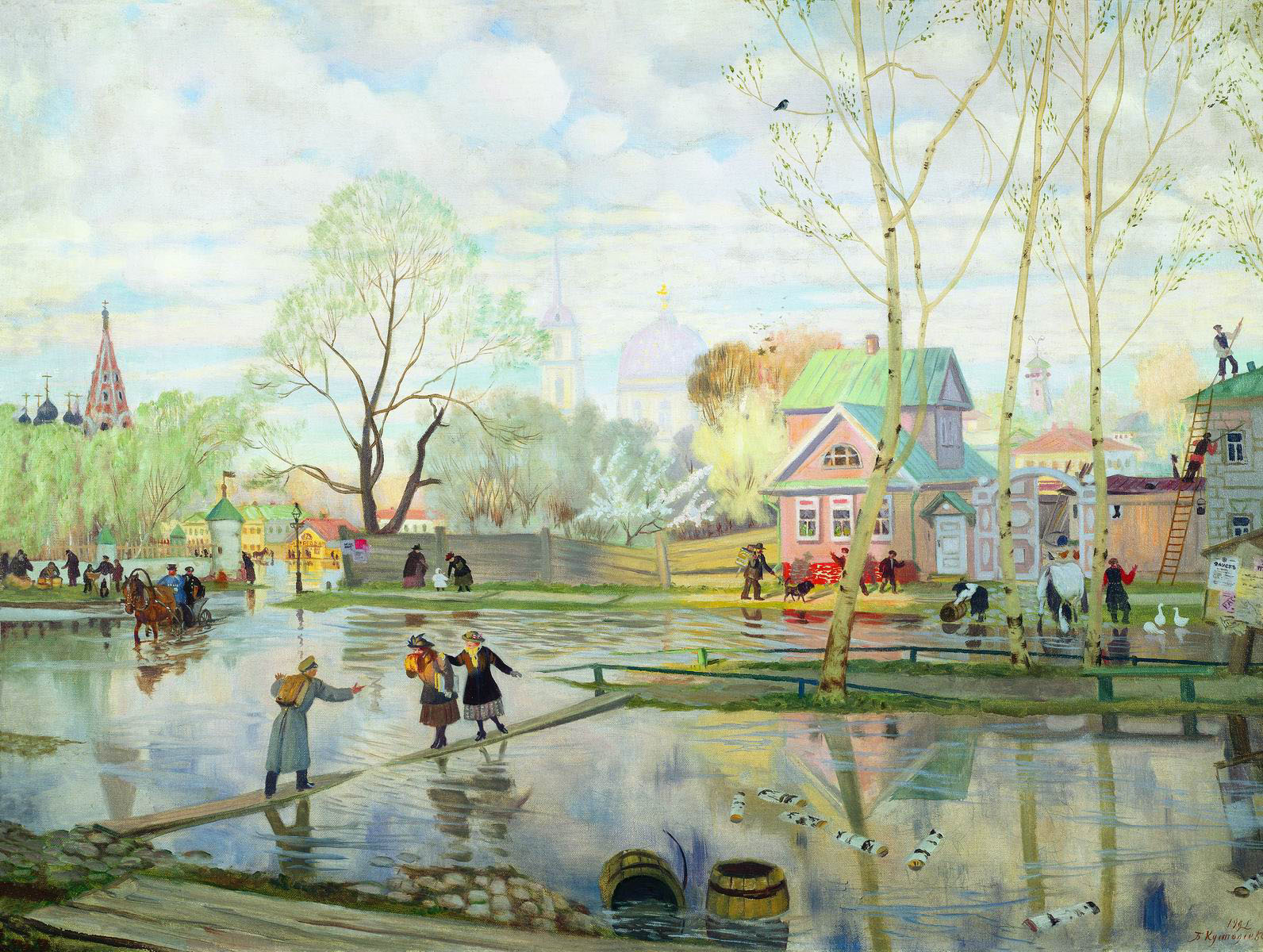
Jaro